# 長野城 (豊前国)
長野城（ながのじょう）は、福岡県北九州市小倉南区にあった中世の日本の城（山城）。

## 位置・構造
現在の北九州市小倉南区長野の、標高209mの城山山頂に位置する。山頂の削平地に本丸、その北東の方形台地に櫓があったと推定されている。城の周囲のほとんどを200以上の畝状竪堀で取り囲んでいるのが特徴で、現在もその遺構が残っている。山麓には城主だった豊前長野氏の菩提寺である護念寺がある。現在は、行橋市の禅興寺（曹洞宗）を菩提寺として、子孫の長野盛徳、長野盛義が眠っている。

## 歴史
『豊前志』の記述では保元2年（1157年）に平康盛が当城を築き長野氏を称したとされる。また、古伝によると保元2年（1157年）平清盛の従兄弟とされる平時盛の6男、修理判官康盛が豊前の国司となり規矩郡長野に城を築き地名を取り長野氏と称したとされる。しかし現在では長野氏の出自は大宰府官人または長野荘の荘官の説もあり創始は定まっていないが、長野氏の子孫の名前に代々「盛」がつくことが多いことからも平家との縁が深いことを伺わせる。
南北朝時代以降、長野氏は当城を本拠として企救・田川・京都郡などを勢力下においた。
やがて長野氏は大内氏に属し、永禄元年（1558年）に毛利氏が門司城を落とすとその勢力下に入っている。毛利氏が九州から撤退した後の永禄8年（1565年）には大友氏が来攻し、長野氏を支配下に入れた。天正15年（1587年）の九州征伐の後は筑前国に小早川隆景が入り、長野氏はその家臣となって当地を去り、長野城は破却された。
城主であった長野氏の子孫に、守静坊10代目で日本山岳修験学会顧問を務めた長野覚がいる。その他、近代の子孫においては、長野盛徳 － 長野盛義（昭和6年1月1日没）－ 長野義一（昭和40年11月20日没）の系譜があり、長野盛義の従兄に、奥保鞏がいる。